# Regoujście (port)

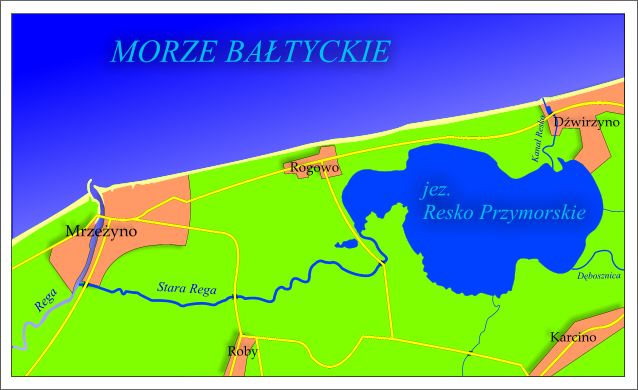
Mapa przedstawiająca ujściowy odcinek Regi i jej dawne koryto

Regoujście – niezachowany port morski z latarnią morską istniejący przed rokiem 1539 u ujścia Regi do Morza Bałtyckiego. 
- Położenie: 54°09′N 15°21′E/54,150000 15,350000[potrzebny przypis]

Niektóre źródła podają, że prawdopodobnie była tam jedna z dwóch najstarszych latarni morskich (obok Wisłoujścia) na obszarze obecnego wybrzeża Polski.

## Historia
Regoujście było wzmiankowane po raz pierwszy w dokumencie z 1250 roku. W 1287 r. książę Bogusław IV oraz przeor klasztoru w Białobokach, Thitboldus, zezwolili na odnowienie i utrzymywanie portu w należytym stanie przez mieszkańców Trzebiatowa. Od 1416 roku Regoujście było portem Hanzy. W XV wieku Regoujście miało ok. 300 mieszkańców.
O porcie Regoujście podają już dokumenty z XIII wieku zezwalające na swobodną żeglugę Regą. W 1309 książę pomorski przekazuje miastu Trzebiatów prawo do ochrony portu Regoujście.
Bliskość konkurencyjnego portu dla Kołobrzegu spowodował zablokowanie ujścia Regi przez kołobrzeskich rajców. Aby znaleźć wyjście z sytuacji mieszkańcy Trzebiatowa przekopali nowe koryto dla Regi i zbudowali nowy port w Mrzeżynie.
Na jej temat zachowały się jedynie bardzo stare źródła pisane oraz mapy z XVI wieku wskazujące na istnienie tam pewnej wieży nawigacyjnej. Prawdopodobnie światło palono na wieży kościoła albo było tak, jak w Wisłoujściu – była to jednocześnie wieża latarni i wieża o charakterze obronnym. Zaznaczona na starych mapach latarnia mogła istnieć jeszcze w starym porcie.
Po XVI w. powstawały w Gdańsku i Kołobrzegu nowsze mapy wybrzeża z zaznaczeniem latarni, ale nie zachowały się, więc tym samym nie potwierdzą istnienia w wiekach późniejszych światła w Regoujściu. Do dziś z niej nic się nie zachowało. Prawdopodobnie kamień pochodzący z latarni użyty został do wybudowania kościoła w Robach (XV wiek, XVII–XVIII wiek).